# Bundeswahlkreis Brisbane
Koordinaten: 27° 26′ S, 153° 2′ O

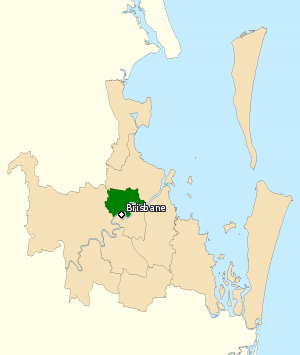
Lage des Wahlkreises in der Metropolregion Brisbane.

Der Bundeswahlkreis Brisbane ist ein Wahlkreis (englisch electoral division) für die Wahl eines Abgeordneten des australischen Repräsentantenhauses. Er liegt im Stadtgebiet von Brisbane im australischen Bundesstaat Queensland und wurde bereits 1901 gegründet. Er zählt somit zu den ersten 75 Wahlkreisen von Australien. 
Die ursprünglichen Grenzen umfassten den nördlichen Teil von Brisbane. Im Laufe der Jahre wurden die Grenzen mehrmals leicht verschoben. Heute umfasst er das Gebiet zwischen Stadtzentrum und den westlichen Stadtteilen. Darunter sind die Stadtteile: Alderley, Ashgrove, Bowen Hills, Brisbane City, Clayfield, Enoggera, Ferny Grove, Fortitude Valley, Gaythorne, Grange, Herston, Kelvin Grove,  Keperra, Milton, Mitchelton, New Farm, Newmarket, Newstead, Red Hill, Spring Hill, Upper Kedron, Wilston, Windsor und Teile von Bardon, Everton Park, Paddington sowie Stafford.
Seit 2016 ist Trevor Evans von der Liberalen Nationalpartei der amtierende Abgeordnete des Wahlkreises.

## Bisherige Abgeordnete
| Name                      | Partei                         | Amtszeiten |
| ------------------------- | ------------------------------ | ---------- |
| Thomas Macdonald-Paterson | Protectionist Party            | 1901–1903  |
| Thomas Macdonald-Paterson | parteilos                      | 1903–1903  |
| Millice Culpin            | Australian Labor Party         | 1903–1906  |
| Justin Foxton             | Anti-Socialist Party           | 1906–1909  |
| Justin Foxton             | Commonwealth Liberal Party     | 1909–1910  |
| William Finlayson         | Australian Labor Party         | 1910–1919  |
| Donald Charles Cameron    | Nationalist Party of Australia | 1919–1931  |
| George Lawson             | Australian Labor Party         | 1931–1961  |
| Manfred Cross             | Australian Labor Party         | 1961–1975  |
| Peter Johnson             | Liberal Party of Australia     | 1975–1980  |
| Manfred Cross             | Australian Labor Party         | 1980–1990  |
| Arch Bevis                | Australian Labor Party         | 1990–2010  |
| Teresa Gambaro            | Liberale Nationalpartei        | 2010–2016  |
| Trevor Evans              | Liberale Nationalpartei        | 2016–      |